# Селективна електролітна коагуляція вугільних шламів
Селективна електролітна коагуляція (СЕК) тонких вугільних класів використовується як підготовча операція перед флотацією вугілля та його селективною агрегацією полімерами або маслами. Цей процес пов'язаний зі зміною стану подвійного електричного шару (ПЕШ) вугільних та (або) мінеральних частинок суспензії. Уведення у водовугільну суспензію електроліту-коагулянту призводить до зменшення дзета-потенціалу вугільних частинок за рахунок стиснення ПЕШ. Це забезпечує можливість їхнього зближення на відстань дії дисперсійних ван-дер-ваальсових сил притягування. Спостерігається коагуляція вугільних частинок у первинному потенційному мінімумі потенційних кривих їхньої взаємодії. Одночасно з електролітами-коагулянтами можуть застосовуватися реагенти-електроліти для пептизації тонкодисперсної мінеральної складової вугілля. При цьому йони електроліту повинні мати знак, протилежний знаку заряду поверхні мінеральної частинки. Селективна коагуляція вугільних зерен може здійснюватися залежно від природи поверхневих йоногенних груп і характеру їхньої дисоціації у водному середовищі нейтральними, лужними або кислотними електроліти.

## Дослідження та промислова апробація
У промислових умовах явище селективної коагуляції (пептизації) вугільних шламів було відзначене у 1955—1958 рр. Так, на збагачувальній фабриці Макіївського коксохімічного заводу при використанні вапнякового молока (концентрація 30 кг/м³, витрати 0,9-1,0 кг/м³ пульпи) у згущувальній воронці було отримано злив та згущений продукт зольністю 49 % і 27,5 %, відповідно (при зольності початкового шламу 32 %).
У лабораторних і напівпромислових умовах ЦЗФ «Селидівська» була вивчена селективна коагуляція вугільних шламів із застосуванням вугільно-лужного реагенту, який одержували з бурого вугілля, ка-устичної соди та води. При оптимальному режимі (витраті коагулянту 5 кг/т, вміст твердого в пульпі 80—120 кг/м³, питомого навантаження згущувальної воронки 0,7-1,0 м³/м² за годину) отримано концентрат зольністю 28—31 %, відходи 60—64 % при початковому 42—44 %.
У Дніпропетровському гірничому інституті (сьогодні Національний гірничий університет) при вивченні селективної коагуляції вугільних шламів фабрик Донбасу і Придніпров'я були використані такі електроліти, як карбонат, тетраборат, оксалат, пірофосфат, триполіфосфат та гексаметафосфат натрію. При дослідженні встановлено, що пептизація частинок породи найбільш ефективно відбувається в лужному середовищі, тому доцільною є попередня обробка пульпи каустичною або кальцинованою содою. Ці речовини сприяють диспергуванню глин і зв'язуванню присутніх у воді йонів кальцію та магнію, які негативно впливають на пептизацію глинистих частинок.
З результатів дослідження, отриманих при СЕК пульпи, яка була попередньо оброблена кальцинованою содою (0,7-0,8 кг/м³), найбільш низькозольні концентрати (близько 9,5 %) отримані при вико-ристанні пірофосфату і гексаметафосфату натрію. Зольність відходів при цьому також була високою і становила 44—47 %. При застосуванні інших речовин отримані гірші результати.
При використанні кальцинованої соди і пірофосфату натрію зольність концентрату була на 5—8 % нижчою від зольності первинного шламу (16,4-18,2 %), одночасно відходи мали зольність 70 %. Однак для досягнення цих результатів були необхідні високі витрати коагу-лянту (18 кг/т пірофосфату натрію або 6,6-11 кг/т кальцинованої соди). Одночасне застосування зазначених реагентів дозволило дещо зменшити їхні витрати.
Дослідження застосування триполіфосфату натрію та кальцинованої соди, проведені в лабораторних та напівпромислових умовах, показали, що при застосуванні цих речовин можна отримати відходи зольністю до 66,7 % і концентрат — до 5—8 %. Зазначені результати є нижчими від зольності первинного продукту. Однак витрати коагулянту були також високими (наприклад, кальцинованої соди 15—20 кг/т), що зумовило значні експлуатаційні витрати (у середньому 3,28 кг/т шламу ЦЗФ «Селидівська»).
Із використанням однієї кальцинованої соди селективна коагуляція шламів протікала при її витратах від 2,6 до 20 кг/т сухого шламу залежно від властивостей вугільної пульпи. При витратах кальцино-ваної соди 6,6 кг/т шламу і відносно невисокій зольності (16,9 %) були отримані такі продукти розділення: концентрат зольністю 12,7 і ві-дходи — 69,1 %, відповідно.
Досить цікавими є останні успішні дослідження Ю. Б. Рубінштейна (Росія) з селективної флокуляції вугільних шламів водорозчинними аніоноактивними флокулянтами на основі поліакриламіду. Лабораторні дослідження показують, що вугільні зерна флокулюють і осаджуються, а глинисті фракції залишаються зваженими у суспензії. Ю. Б. Рубінштейн, базуючись на теорії ДЛФО, показав, що для вугільних зерен в інтервалі значень дзета-потенціалу від -6 мВ до -20 мВ потенціальний бар'єр відсутній, що і пояснює їх добру флокуля-ційну здатність. Мінеральні частинки, для яких значення x-потенціалу знаходиться в межах від -30 мВ до -50 мВ, мають високий (10-17 Дж) потенційний бар'єр і не флокулюють.
Кальцинована сода при одночасному застосуванні з гексаметафосфатом натрію, а також із вапном та рідким склом дозволяє досягти найбільшої ефективності процесу селективного розділення порівняно з іншими досліджуваними електролітами.
Лабораторна і промислова апробація ряду електролітів — карбонатів, тетраборату, оксалату, пірофосфату, триполіфосфоту, гексаметафосфату натрію, полісилікату натрію (рідкого скла), вапна, кальцинованої соди — на вуглезбагачувальних фабриках (ВЗФ) Донбасу і Придніпров'я (витрати реагенту 3—11 кг/т) показала можливість отримання із шламів зольністю 16—28 % коагульованого концентрату і відходів зольністю 10 — 25 %, 51 — 70 %, відповідно.
Селективна електролітна коагуляція (СЕК) не забезпечує надійне отримання кондиційних продуктів розділення і характеризується низькою швидкістю розділення частинок, оскільки механізм дії цього методу (і отже, найбільша його ефективність) зумовлений головним чином силами молекулярного притягування, які «працюють» для тонких вугільних класів. Реальні перероблювані продукти вуглезбагачувальних фабрик, як правило, є полідисперсними, тому значна їх частина (крупні частинки, для коагуляції яких сил молекулярного притягування недостатньо) не бере участі в процесі коагуляції i «забруднює» концентрат та відходи. Крім того, у силу оборотності переходу граничних плівок β→α i α→β при зміні рН середовища СЕК не є стабільною, вона теж оборотна, наприклад, якщо рН з якихось причин варіює (наприклад, при «висолюванні» розчинних сполук вугільної речовини, зв'язуванні електроліту тощо).
Отже, використання коагуляції тонкодисперсного вугілля неорганічними електролітами як самостійного технологічного процесу недоцільне. Її можна використати лише як підготовчу операцію перед ефективнішими методами розділення.